# Samuel Okwaraji
Samuel Sochukwuma Okwaraji (* 19. Mai 1964 in Orlu; † 12. August 1989 in Lagos) war ein nigerianischer Fußballspieler.

## Karriere

### Verein
Okwaraji verließ sein Heimatland 1982, um an der Päpstlichen Lateranuniversität in Rom Rechtswissenschaften zu studieren. Dort erwarb er den Master in Internationalem Recht. Während seines Studiums spielte er nebenbei für die AS Rom. 
1985 wurde er von Dinamo Zagreb verpflichtet. Dort erzielte er in einem Freundschaftsspiel drei Tore, wurde in der Liga jedoch nur einmal als Ersatzspieler eingewechselt. Nach nur einer Saison wechselte er nach Österreich zu Austria Klagenfurt. Dort bestritt er 27 Bundesligaspiele, in denen er ein Tor erzielte. Seine Leistungen erregten die Aufmerksamkeit des deutschen Bundesligisten VfB Stuttgart, der ihn 1987 unter Vertrag nahm, aber umgehend an den Zweitligisten SSV Ulm 1846 verlieh. Bei den Ulmern avancierte Okwaraji zum Publikumsliebling. In 44 Spielen für die „Spatzen“ erzielte er acht Treffer. Ohne ein Spiel für den VfB Stuttgart bestritten zu haben, wurde er 1989 zum belgischen Klub Berchem Sport transferiert.

### In der Nationalmannschaft
1988 nahm Okwaraji an zwei großen internationalen Turnieren für sein Heimatland teil. Der deutsche Trainer Manfred Höner berief ihn zunächst in den Kader für den Afrika-Cup 1988. Okwaraji wurde in sämtlichen Spielen eingesetzt und erzielte beim 1:1 im Vorrundenspiel gegen Kamerun nach zwei Minuten die nigerianische Führung. Im Halbfinalspiel gegen Algerien war er einer der Torschützen im Elfmeterschießen, das Nigeria mit 9:8 für sich entschied. Im Finale unterlagen die Nigerianer Vorrundengegner Kamerun mit 0:1. Bei den Olympischen Sommerspielen in Seoul stand er erneut im nigerianischen Aufgebot. Er kam in allen drei Gruppenspielen zum Einsatz. 

## Tod und Nachwirken
Am 12. August 1989 brach Okwaraji in der 77. Spielminute des Qualifikationsspiels zur WM 1990 in Lagos gegen Angola zusammen. Okwaraji verstarb in der folgenden Nacht im Krankenhaus. Bei der Obduktion wurde als Todesursache eine Hypertrophe Kardiomyopathie in Verbindung mit Bluthochdruck festgestellt.
Seit 2009 erinnert eine Büste im Nationalstadion von Lagos an Okwaraji. Am 19. Mai 2019 ehrte ihn Google an seinem 55. Geburtstag mit einem Google Doodle.